# Zabreznik
Zabreznik este o localitate din comuna Zagorje ob Savi, Slovenia, cu o populație de 39 de locuitori.